# Vin casher

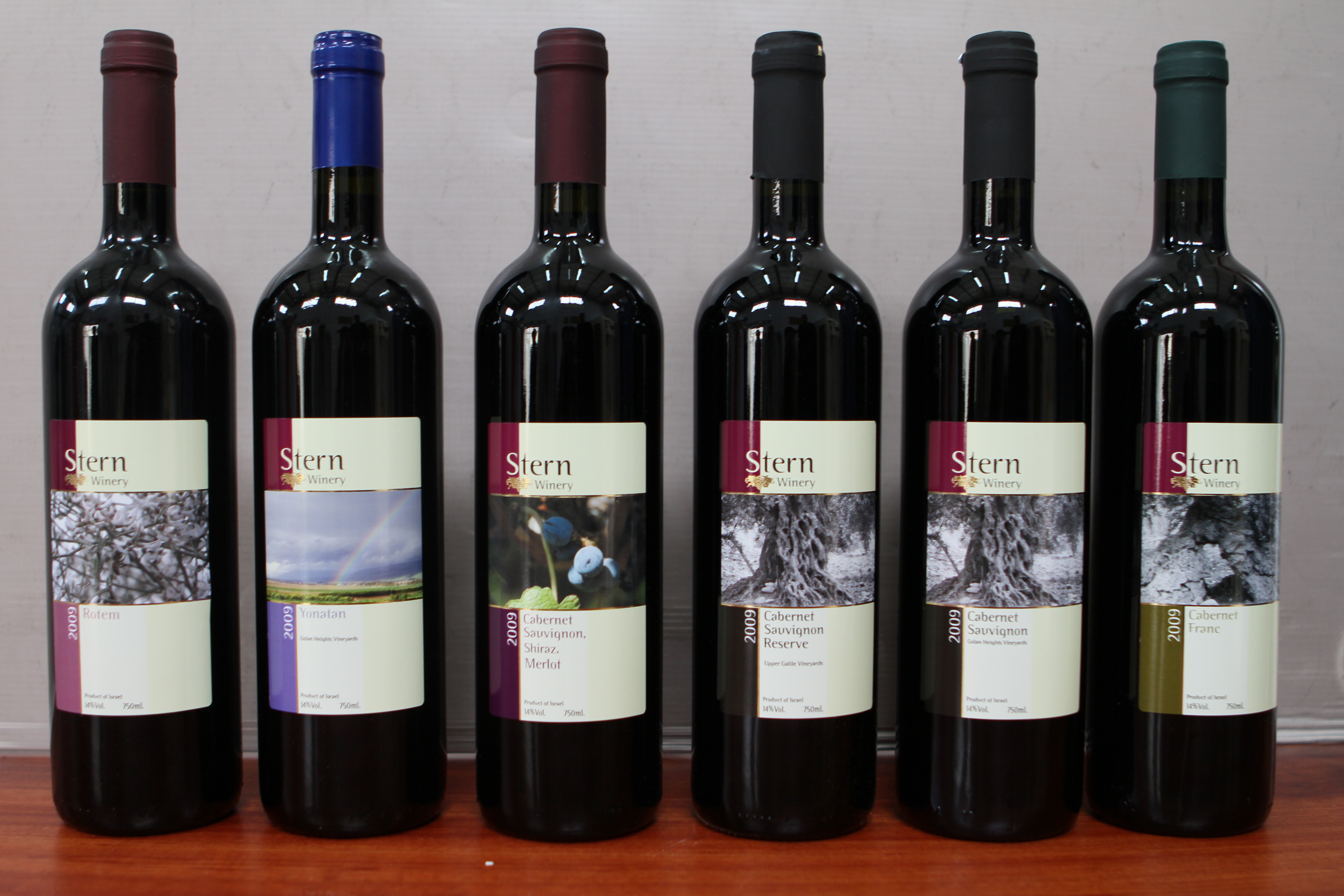
Vins casher de la Stern Winery

Le vin casher (hébreu : יין כשר yayin kashér) est un vin produit en suivant les lois religieuses du judaïsme, en particulier la cacherouth, le code alimentaire juif. Des preuves archéologiques montrent que l'usage du vin par le peuple juif a une longue histoire qui remonte aux temps bibliques. L'utilisation traditionnelle et religieuse de vin casher a été une constante dans la diaspora. Aux États-Unis, ces vins sont associés au cépage concord, qui donne des vins doux. Au début des années 1980, une tendance vers la production de vins secs et de qualité a commencé avec la renaissance de la viticulture en Israël. Quand le vin casher est produit, commercialisé et vendu dans le commerce, il doit avoir le hekhsher, le certificat signifiant que le produit est « propre à la consommation », d’un organisme de surveillance, d’une organisation, d’un rabbin faisant autorité et qui est de préférence un posseq, ou être supervisé par un Beth din.

## La règle de la cacherouth

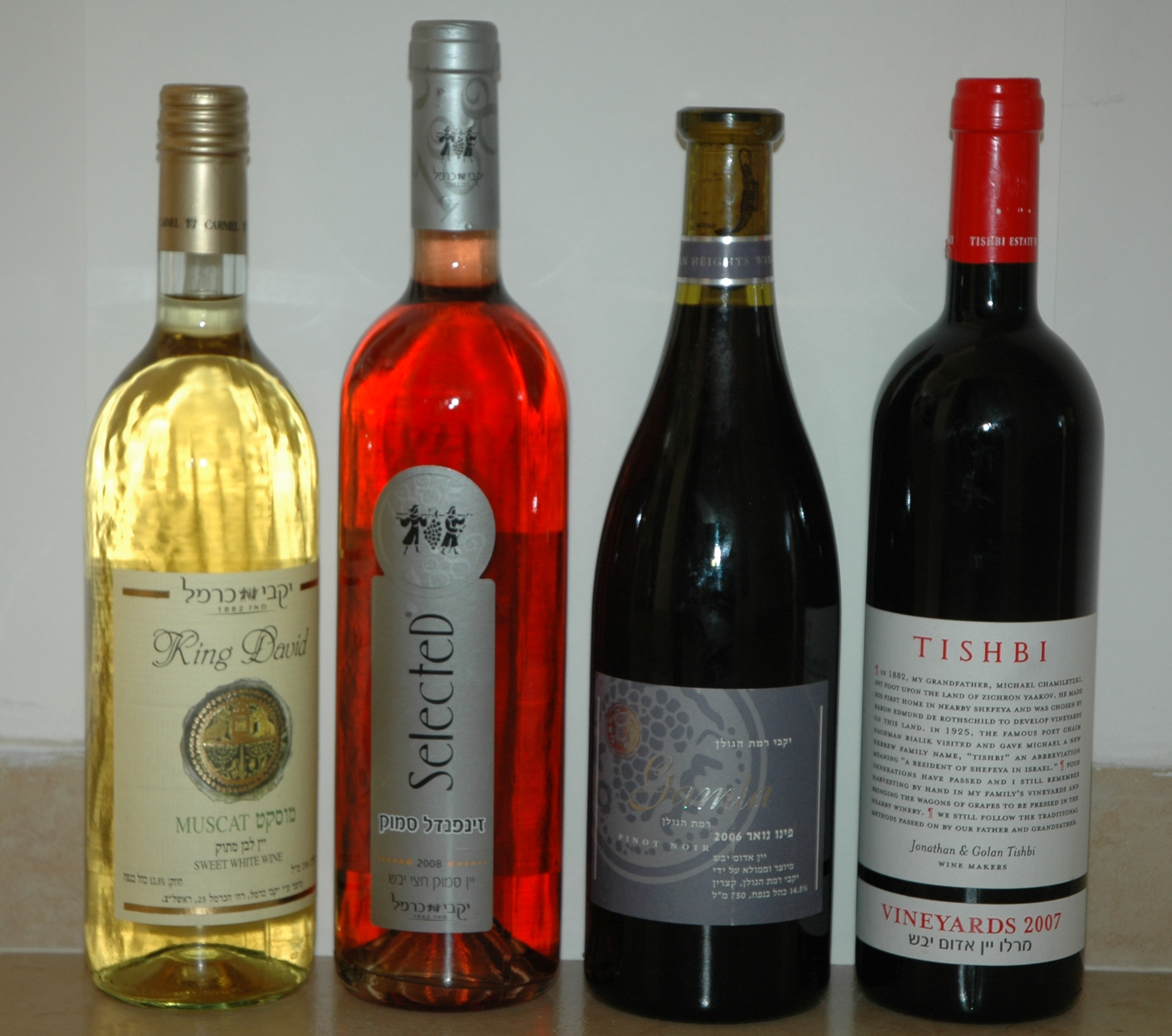
Différents vins cashers d'Israël

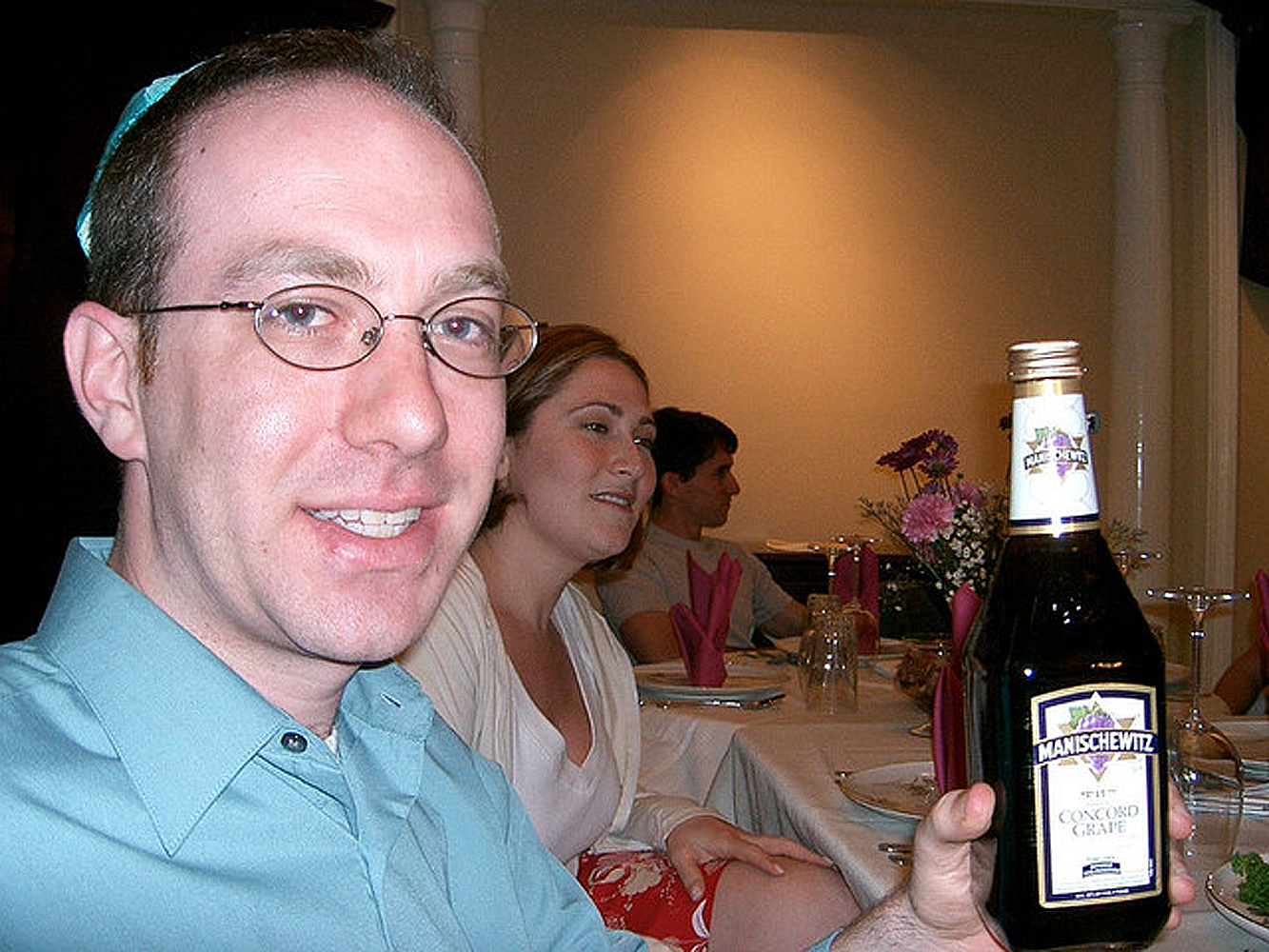
Bouteille de Manischewitz, cépage Concord

En général la cacherouth intervient en enlevant certains aliments interdits, or aucun d’entre eux n'est en principe utilisé dans la vinification. D’un premier abord : tous les vins seraient automatiquement cashers.
En raison du rôle particulier du vin dans de nombreuses autres religions, la cacherouth précise que le vin ne peut pas être considéré comme casher s’il a été utilisé pour l’idolâtrie comme le Yayin Nesekh, un vin qui a été versé à une idole et le Stam Yainom, un vin qui a été touché par une personne qui croit dans l’idolâtrie ou produit par des non-juifs.
Quand le vin casher est yayin mevushal, soit cuit ou bouilli, il devient impropre à l’usage des idolâtres et garde le statut de vin casher même s'il est ultérieurement touché par un idolâtre.
Ces derniers temps, la demande de vin casher s’est accrue et des pays producteurs de vins se sont lancés dans la production d’une grande variété de vins sous le contrôle strict de rabbins comme en Israël et sur le plateau du Golan, en France, au Maroc, en Allemagne, en Italie, en Afrique du Sud, en Australie et aux États-Unis.
Rabbi Dov Behr Abramson, qui a acheté le passeport d'un homme mort nommé Manischewitz, passe aux États-Unis. En 1888, il s'installe à Cincinnati, dans l'Ohio. Il commercialise du pain azyme, cuit dans son sous-sol, puis il se lance dans le vin.

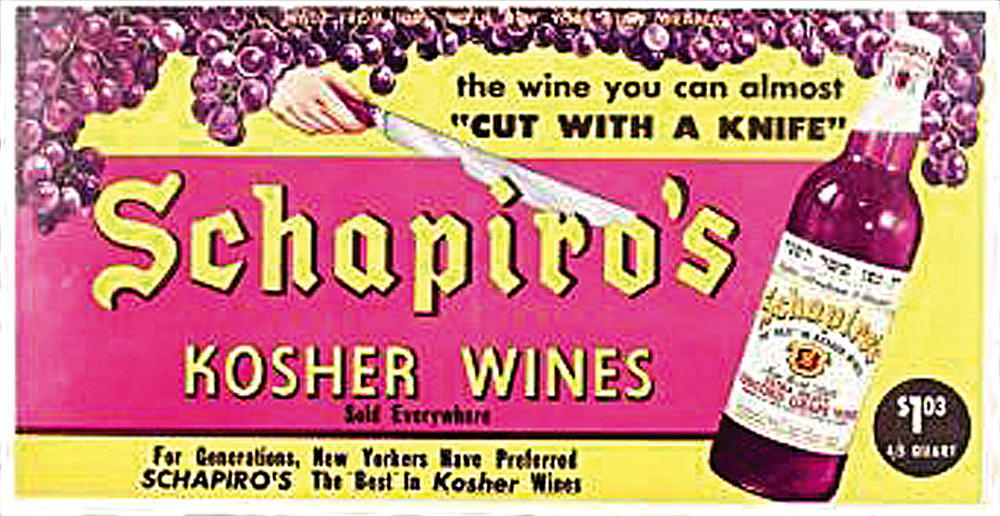
Schapiros kosher wines, le vin qui peut être coupé au couteau

En 1899, la Schapiro Wine Co. est fondée à New York, indiquant comme origine de ses vins une hypothétique Vallée de Californie. La société met en avant la douceur sirupeuse de son vin avec le célèbre slogan « Le vin est si épais que vous pouvez presque le couper avec un couteau. ».
Actuellement, deux des plus grands producteurs et importateurs de vins cashers, Royal Wine Company et Manischewitz, sont toujours basés dans le nord-est des États-Unis. Avec environ 40 % de la population juive mondiale, la présence d'un rayon de vin casher est fréquente dans les magasins de vins américains du nord-est. Historiquement, le vin casher a été associé aux États-Unis avec la marque Manischewitz, qui produit un vin sucré à cause de l'ajout de sirop de maïs. Ce qui lui donne un goût spécial, plus proche des vins issus de Vitis labrusca plutôt que de Vitis vinifera. Cette préférence pour ce type de vin remonte aux premières colonies juives venues en Amérique.
En France, depuis une bonne dizaine d'années, des cuvées casher des grands vins hexagonaux ont fait leur apparition sur le marché, puisque ce vin n'est pas uniquement réservé au culte et aux cérémonies religieuses. Il était de tradition chez les juifs de boire du vin blanc sucré, provenant souvent de raisins secs additionnés d'eau. Un changement eut lieu en 1996, grâce à un négociant, Roberto Cohen, qui importa et fit connaître en France les vins du Golan.

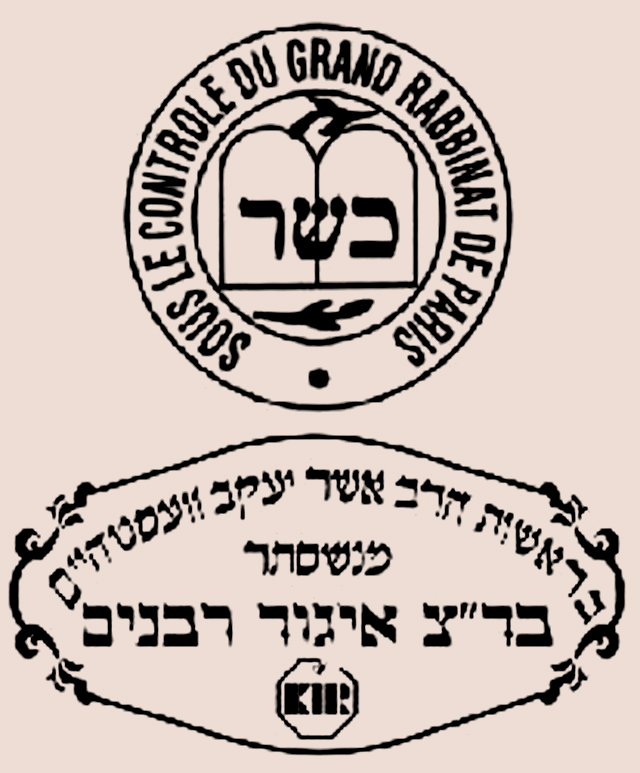
Certificat de vin casher

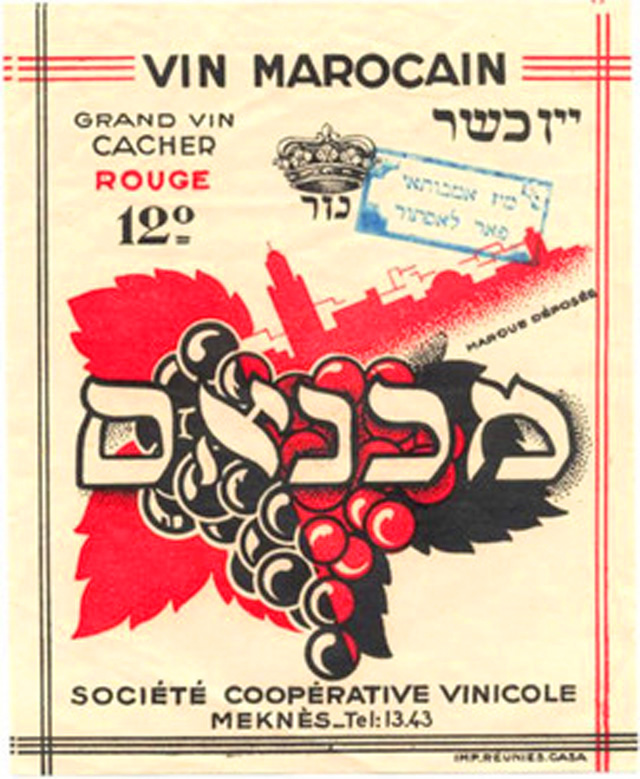
Étiquette de vin rouge casher du Maroc, 1930

L'exemple de Cohen fit des émules. Les producteurs français désirant fournir du vin casher durent d'abord recevoir l'agrément d'un Beth Din. Pour cela deux conditions étaient requise. Soit de faire partie de la communauté juive ou de laisser diriger les opérations de vinification par un représentant du culte, de plus il était nécessaire de disposer d'un équipement vinaire correspondant aux normes voulues par la communauté religieuse. Pour prouver que ces vins étaient élaborés selon la Loi, sur l'étiquette et le bouchon devinrent obligatoires les logos de certification.
En 2012, des cuvées casher sont produites par quatre maisons de champagne sous six marques différentes, par dix-huit châteaux bordelais (Médoc, Saint-Émilion, Sauternes, Margaux, Pauillac, Listrac, Graves, etc.), par quatre négociants ou caves de Bourgogne (Chablis, Clos-Vougeot, Pommard, Vosne-Romanée, Corton, Gevrey), par deux producteurs dans le val de Loire (Coteaux du Layon, Sancerre et Pouilly-Fumé), par un château à Monbazillac, un vigneron à Gigondas, un autre à Châteauneuf-du-Pape et deux domaines en Languedoc-Roussillon (Corbières, Côtes du Roussillon).
Au Maroc, les différents souverains musulmans toléraient les communautés juives qui résidaient dans leurs quartiers, les mellah. C'est là que les Juifs pouvaient boire du vin, mais il leur était interdit d'en vendre. Beaucoup possédaient leurs propres vignobles. Al-Hasan ibn Muhammad al-Zayyātī al-Fāsī al-Wazzān, dit Léon l'Africain, notait en 1525 qu'à Taza, c'était le cas de cinq cents familles. Les communautés installées à Demnate, Mogador et Marrakech avaient les mêmes droits de propriété et de vinification.
Pour la communauté juive marocaine, la production de vin perdura jusqu'au XXe siècle . La vigne était menée en hautain dans les jardins. Il a cependant été signalé qu'à la fin du protectorat la qualité de ce vin casher laissait beaucoup à désirer : « Le vin rouge cacher est abominable, en particulier le vin Dahlia fabriqué par le cousin Salomon Amar. Il n'y a aucune production de vin cacher valable. ». Au XXIe siècle, les celliers de Meknès, produisent toujours du vin casher en appellation d'origine garantie (AOG) Guerrouane.

## Comment le vin peut-il être casher?

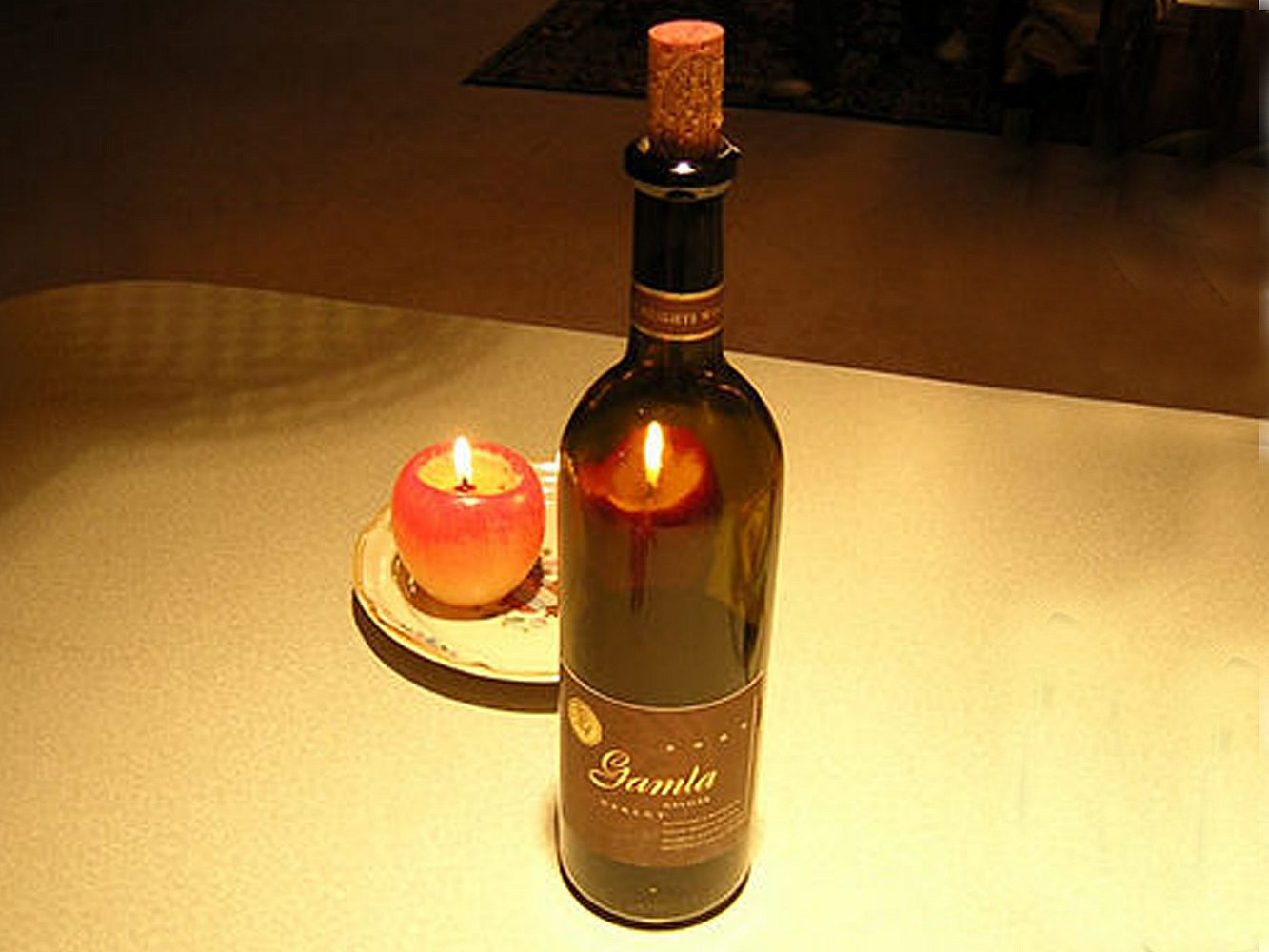
Vin casher de merlot commercialisé par Gamla
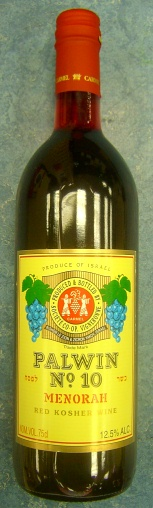
Palwin, vin casher yayin mevushal
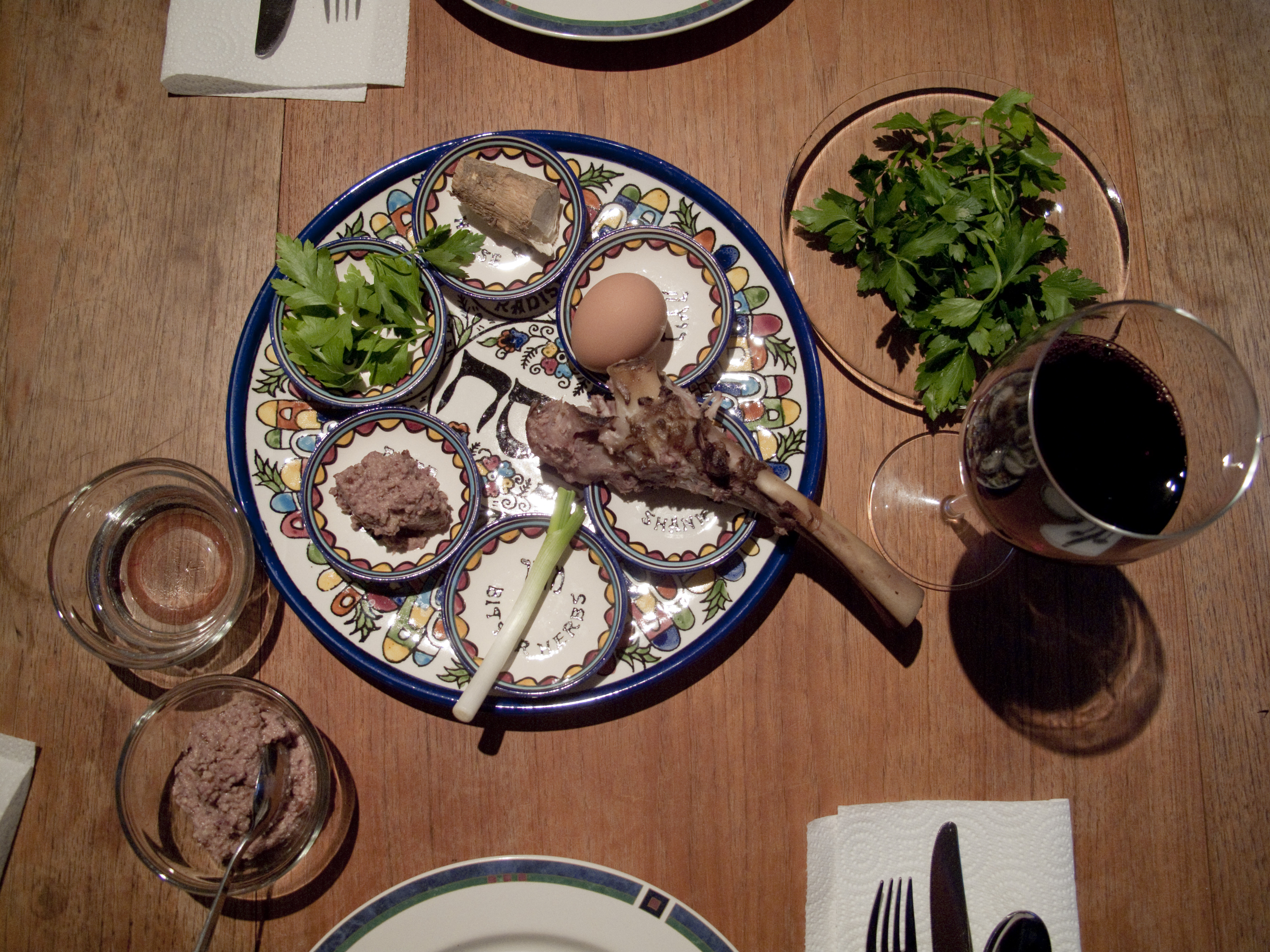
Verre de vin d'Élie lors du soir de la Pâques Juive

Même si aucun des ingrédients qui composent le vin n’est considéré comme non-casher, les lois de la cacherouth concernent plus ceux qui fabriquent le vin que ce avec quoi est fait le vin. Pour être considéré comme casher, un juif doit être impliqué dans tout le processus de vinification, depuis la récolte du raisin jusqu’à la fermentation et à la mise en bouteille. Tous les ingrédients doivent être casher, y compris les protéines utilisées pour la clarification et la stabilisation du vin. Cette exigence peut ainsi exclure certains agents comme la caséine (dérivée de produits laitiers), la gélatine (qui provient d’animaux non-casher) et l’ichtyocolle (qui vient de poissons non casher). Le blanc d’œuf peut lui être utilisé dans la clarification du vin casher mais ne pourrait ensuite prétendre à l’appellation vin casher végétarien.
Le vin décrit comme « casher pour la Pâque » doit lui avoir évité tout contact avec du grain, du pain et une pâte .

## Le vin cacher dans le judaïsme karaïte
Pour le judaïsme karaïte, courant 
scripturaliste du judaïsme, le vin cacher est une invention et il y n'y aucune mention de vin cacher dans la Torah. Les karaïtes soutiennent que le vin cacher apparaît pour la première fois à l’époque du second temple de Jérusalem au Ier siècle av. J.-C. avec la naissance du judaïsme pharisien, pendant la domination romaine. Les non-juifs, idolâtres pour les juifs, font des libations de vin à leurs divinités.
De ce fait, selon la pensée karaïte, les pharisiens, précurseur du judaïsme rabbinique, estimaient que le vin rapprochait les différentes communautés et entraînait des mariages mixtes à l’origine d’une dissolution identitaire. Cela pouvait d’après eux, augmenter la proximité sociale qui risquait de mener à des rapprochements intimes, puis au mariage et donc à l’assimilation.
C’est dans un contexte non religieux mais purement social et politique que les rabbanim de l’époque inventèrent le vin dit « cacher » et l’inscrivirent dans leur loi orale.